# تفاحاوية
التُّفَّاحَاوِيَّة (الاسم العلمي: Maleae) هي قبيلة من النباتات تتبع أسرة اللوزاوات من الفصيلة الوردية من رتبة الورديات.

## مرادف الاسم العلمي
- الأجاصاوية (الاسم العلمي:Pyreae) واضع الاسم هنري ارنست بيون سنة 1869.[2]

## أجناس
- التفاح
- الأجاص